# All About U
«All About U»  — пісня Тупака з альбому «All Eyez on Me», записана спільно з R&B-виконавцем Nate Dogg, і учасниками гурту Outlawz — Hussein Fatal і Kadafi. 1998 року, на збірнику найкращих хітів Тупака Шакура (Greatest Hits), вийшла версія «All About U» з новим гостем — Top Dogg, — учасником гурту Boot Camp Clik.
На пісню був знятий відеокліп, в якому присутні всі вищезгадані виконавці, включаючи Top Dogg.

## Доріжки
Сторона А
1. «All About U» — 4:37

Сторона Б
1. «Thug Passion» — 5:07

## Інше
- «All bout U» використовує семпли пісні «Candy» у виконанні гурту Cameo.
- Реп-виконавець The Game використав семпли «All About U» у своїй пісні «Wouldn’t Get Far» у 2007 році.
- В оригінальній версії треку[1] присутній третій куплет Тупака, який так і не включили до повної версії треку.